# کیدومو مانتانتو
کیدومو مانتانتو (انگلیسی: Kidumu Mantantu؛ زادهٔ ۱۷ نوامبر ۱۹۴۶) بازیکن فوتبال اهل جمهوری دموکراتیک کنگو بود.
وی همچنین در تیم ملی فوتبال زئیر بازی کرده‌است.